# 圣尼古拉德布尔格伊
圣尼古拉-德布尔格伊（法語：Saint-Nicolas-de-Bourgueil，法語發音：[sɛ̃ nikɔla də buʁɡœj] ⓘ，意为“布尔格伊的圣尼古拉”）是法国安德尔-卢瓦尔省的一个市镇，位于该省西部，属于希农区。

## 地理
圣尼古拉-德布尔格伊（47°17'4"N, 0°7'32"E）面积36.45 平方千米，位于法国中央-卢瓦尔河谷大区安德尔-卢瓦尔省，该省份为法国中西部省份，北起萨尔特省、东北接卢瓦-谢尔省，东南接安德尔省，南至维埃纳省，西临曼恩-卢瓦尔省。
与圣尼古拉-德布尔格伊接壤的市镇（或旧市镇、城区）包括：布兰叙阿洛讷、拉布雷耶莱潘、布尔格伊、卢瓦尔河畔舒泽。
圣尼古拉-德布尔格伊的时区为UTC+01:00、UTC+02:00（夏令时）。

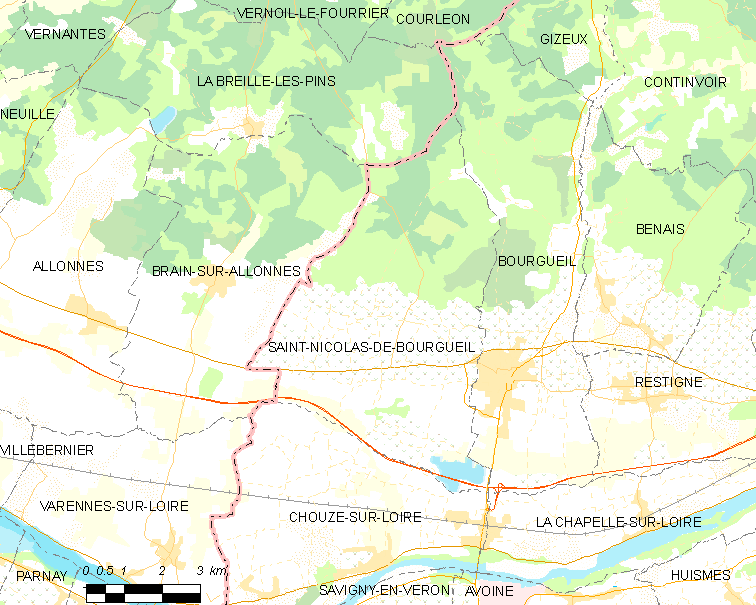
圣尼古拉-德布尔格伊的OSM定位图

## 行政
圣尼古拉-德布尔格伊的邮政编码为37140，INSEE市镇编码为37228。

## 政治
圣尼古拉-德布尔格伊所属的省级选区为朗热县。

## 人口

1962-2008年间圣尼古拉-德布尔格伊人口变化图示

圣尼古拉-德布尔格伊于2022年1月1日时的人口数量为1118人。